# Моноцити

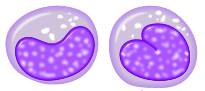
Моноцити

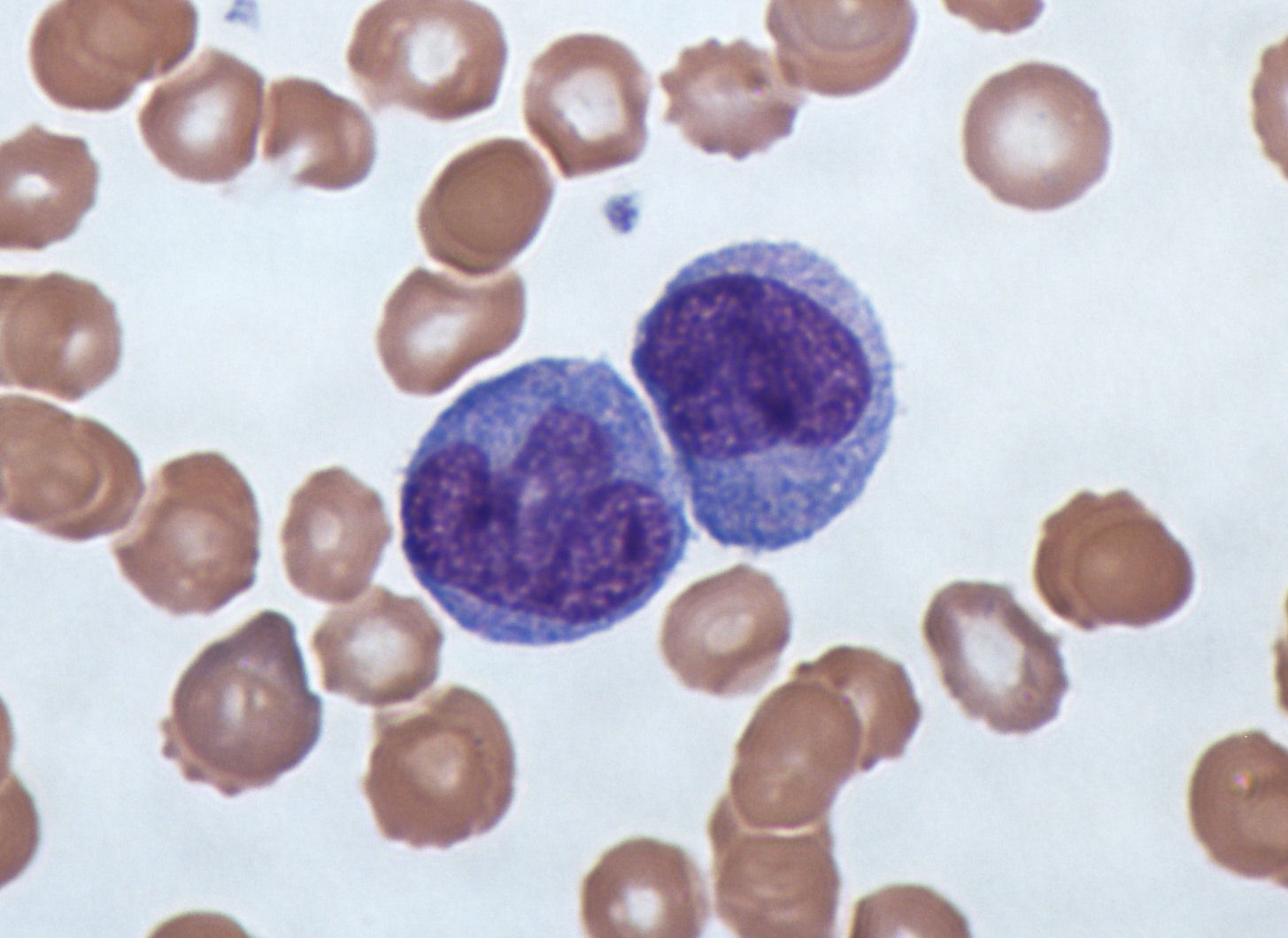
Моноцити, оточені еритроцитами.

Моноцити (англ. Monocyte) — великі одноядерні лейкоцити, що належать до агранулоцитів, тобто не містять в цитоплазмі азурофільних гранул. Моноцити, як і лімфоцити, мають несегментоване ядро. Але на відміну від лімфоцитів, моноцити мають ядро неправильної форми, в той час як лімфоцити мають округле темне ядро.
Моноцити це найбільші клітини крові. Потрапляючи в тканини, вони перетворюються в макрофагів. Макрофаги — це великі клітини, що активно руйнують бактерії. Макрофаги у великих кількостях накопичуються в осередках запалення. В порівнянні з нейтрофілами моноцити більш активні у відношенні вірусів, ніж бактерій, і не руйнуються під час реакції з чужорідним антигеном, тому в осередках запалення спричиненого вірусами гній не формується. Також моноцити накопичуються в осередках хронічного запалення.
Моноцити здатні до активного амебоїдного руху, до екстравазації (еміграції за межі кровоносних судин) і до хемотаксису (переважної міграції у місця запалення або ушкодження тканин).
Моноцити мають виражену здатність до фагоцитозу, причому є макрофагами, тобто здатні до поглинання досить великих чужорідних частинок і клітин або великої кількості дрібних частинок. При цьому моноцити зазвичай не гинуть після фагоцитування чужорідних часток та клітин (якщо тільки чужорідна клітина або частка не має яких-небудь цитотоксичних для моноцита властивостей). Цим вони відрізняються від мікрофагів — нейтрофілів і еозинофілів, що здатні поглинати лише відносно невеликі частинки і як правило гинуть після фагоцитування.
Моноцити здатні, емігрувавши в тканини, перетворюватися в резидентні тканинні макрофаги. Моноцити також здатні, подібно іншим макрофагам, виконувати процесинг антигенів і представляти антигени Т-лімфоцитам для розпізнавання і навчання, тобто є антигенпрезентуючими клітинами імунної системи.
Цитокіни, що секретуються моноцитами, називають монокінами. Цитокіни впливають на функціонування інших ланок імунної системи.
В нормі моноцити складають від 3% до 11% загальної кількості лейкоцитів крові. Відносне збільшення відсотка моноцитів у лейкоцитарній формулі називається відносним моноцитозом. Абсолютне збільшення числа моноцитів називається абсолютним моноцитозом. Відносне зменшення відсотка моноцитів називається відносною монопенією, а абсолютне зменшення їх числа — абсолютною монопенією.
Ріст і дозрівання моноцитарно-макрофагальної паростка кісткового мозку посилюється ГМ-КСФ і М-КСФ, гальмується глюкокортикоїдами. При стресі, шоці, терапії екзогенними глюкокортикоїдами відзначається абсолютна або відносна монопенія.

## Норми
Норма моноцитів в крові 3-11%